# Softpro
Die Softpro-Gruppe war ein Anbieter von Lösungen zur Erfassung und Verifikation von handgeschriebenen Unterschriften (Teilbereich der Biometrie).
Der Stammsitz des Unternehmens war in Böblingen. Tochterfirmen agierten in Chile, Großbritannien, Indien, Singapur und den Vereinigten Staaten. Eine Repräsentanz betreute den Nahen Osten aus dem Libanon.
Am 1. September 2014 kaufte Kofax sämtliche Anteile am Unternehmen. Insgesamt 34,7 Mio. USD wurden im Rahmen des Transaktionsabschlusses gezahlt. Geleitet wurde das Unternehmen bis zu diesem Zeitpunkt von den Brüdern Heinz Reschke (CEO) und Peter Reschke (CSO). Im Zuge der Übernahme wurde die Softpro GmbH aufgelöst und das Registerblatt (Amtsgericht Stuttgart Aktenzeichen HRB 241831) geschlossen.
Softpro beschäftigte ca. 70 Mitarbeiter. Das Unternehmen wurde 2011 als Weltmarktführer im Bereich der Erfassung und automatischen Prüfung eigenhändiger Unterschriften eingestuft. Softpro betrieb zwei Geschäftsbereiche mit unterschiedlicher Fokussierung.
Der Bereich "eSign Workflow Solutions (eSWS)" bot in erster Linie branchenübergreifende Lösungen für das papierlose Unterschreiben elektronischer Dokumente, deren Authentizität und Integrität durch eine elektronische Signatur geschützt wird. Für die Erfassung der eigenhändigen Unterschrift bot das Unternehmen zahlreiche Anwendungen für Smartphones, Unterschriftenpads, interaktive Stifttabletts sowie Tablet-Computer mit den Betriebssystemen Android, iOS und Windows an. Internationale Standards für die Erfassung und den Austausch biometrischer Daten, wie der Standard ISO/IEC 19794-7:2007 Biometric data interchange formats -- Part 7: Signature/sign time series data, entstanden unter Mitwirkung von Experten des Unternehmens.
Der Bereich "Fraud Prevention Solutions (FPS)" konzentrierte sich in erster Linie auf Banken und die öffentliche Verwaltung. Lösungen aus diesem Bereich dienen beispielsweise der Bekämpfung von Überweisungsbetrug oder der Absicherung von Briefwahl-Verfahren.

## Auszeichnungen
- Gewinner der Microsoft Tablet PC Challenge 2004[7]
- Frost & Sullivan Customer Service Leadership Award 2007[8]
- DMS Expo Innovationspreis 2007[9]
- "Popular Choice Award" bei der Samsung Galaxy Note S-Pen App Challenge 2012[10]
- Gartner "Cool Vendor in Imaging and Printing" 2012[11]